# 友宰镇
友宰镇，是中华人民共和国山西省大同市阳高县下辖的一个乡镇级行政单位。

## 行政区划
友宰镇下辖以下地区：
友宰村、西团堡村、东团堡村、大峪口村、坊城村、秋林村、东册田村、大辛庄村、前贵仁村、后贵仁村、王官掌村和黄土坡村。